# Камілла (ураган)
Ураган Каміла (англ. Hurricane Camille) — найпотужніший тропічний циклон, що спостерігався в сезоні 1969 року в басейні Атлантичного океану, другий за потужністю з трьох катастрофічних ураганів п'ятої категорії сезону, який призвів вночі 17 серпня 1969 року до масових зсувів і руйнувань у районі гирла річки Міссісіпі.
До проходження в серпні 1980 року урагану Аллен Каміла тримала пальму першості серед всіх атлантичних ураганів за зареєстрованої швидкості вітру, що досягала в найвищій точці свого розвитку показника 310 кілометрів за годину.
Тропічний шторм розпочався 14 серпня 1969 року і за найкоротший час набрав потужність до рівня третьої категорії за шкалою класифікації Сафіра-Сімпсона, пройшов по східному березі Куби і, стрімко продовжуючи збільшувати інтенсивність, увійшов в акваторії Мексиканської затоки, викликавши грандіозні руйнування на його прибережних територіях і зруйнувавши майже всю інфраструктуру в гирлі річки Міссісіпі. Швидкість вітру урагану досягала 310 км/год, атмосферний тиск у центрі впав до 679 міліметрів ртутного стовпа, зареєстрована висота хвиль склала 7,3 метра. Каміла стала причиною подальших масштабних повеней, зсувів і людських смертей в Міссісіпі і в районі гірської системи Аппалачі в штаті Вірджинія. Ураган забрав життя 259 осіб і завдав збитків на суму близько 1,42 мільярда доларів США у цінах 1969 року (9,14 млрд доларів у перерахунку на 2005 рік)
Досі залишається відкритим питання про причини надзвичайно швидкого виникнення Каміли і її майже миттєвого розвитку до катастрофічного урагану, який став другим за всю історію тропічних циклонів після 1935 року за мінімальним показником атмосферного тиску в центрі стихії над континентальною частиною Сполучених Штатів Америки.

## Метеорологічна історія урагану
5 серпня 1969 року від узбережжя Африки в західному напрямку почала рухатися тропічна хвиля теплого повітря, зареєстрована метеорологічними станціями як звичайний теплий фронт, характерний для даної місцевості і даної пори року. 9-го серпня з орбітального супутника були отримані знімки, що характеризують раптове перетворення повітряної хвилі в штормове спіральне освіта з нечітко вираженим центром циркуляції повітряних мас — так званим «око бурі». За наступну добу циклон пройшов територію Малих Антильських островів і метеорологи протягом двох діб констатували відсутність у циклону завершеної форми циркуляції повітряних мас. До 13 серпня конвекція циклону поширилася на північний схід від Багам та штормова хвиля накрила південний берег Ямайки, після чого продовжила своє повільне просування на північний захід. 14 серпня метеорологи за допомогою спеціального авіапідрозділу Hurricane Hunters піддали циклонное освіта всебічних досліджень і аналізів на предмет повноти сформованої циркуляції близько Багам та Кайманових островів, також був досліджений розвивається центр циклону в області західній частині Карибів. Увечері 14 серпня 1969 року циклон перетворився на тропічний шторм, маючи швидкість вітру в 95 км/год і перебуваючи на захід і північний захід від Великого Каймана. Водночас шторм назвали Каміла.
З 14 серпня, перебуваючи у фазі тропічного шторму, Каміла перебувала на території, сприятливої для подальшого посилення, хоча і в цей відрізок часу набирала свою міць досить повільно. Сильні потоки повітря з боку південних Карибів постійно підживлювали шторм, додатково вносячи в його структуру динамічний внесок і насичуючи центр стихії більшою вологістю. Попри це, Каміла не мала тенденції до різкого збільшення сили конвективних потоків, радіус центру освіти склав 160 кілометрів, сам шторм рухався на північ — північний захід у напрямку Куби. Після того, як тропічний шторм зачепила краєм західний берег Куби, його конвективна система стала швидко нарощувати свою міць, вже менше, ніж через 12 годин досягнувши статусу великого шторму і потім тропічний ураган зі швидкістю вітру в 185 км/год. Центр бурі в цьому періоді було зафіксовано метеорологічним радаром в Гавані, визначив до вечора 15 серпня його точний напрямок руху по узбережжю між Гуаной і мисом Сан-Антоніо. Перетинаючи західну частину Куби, Каміла дещо втратила свою силу і перед своєю появою в Мексиканській затоці швидкість вітру в стихії зменшилася до 170 км/год.
За розрахунками метеорологів Каміла повинна була повернути на північний схід у напрямку до штату Флорида. Всупереч всім прогнозам шторм став рухатися точно на північний захід і продовжив нарощування своєї сили, при цьому було зафіксовано зменшення «ока бурі» до діаметра меншого, ніж 13 кілометрів, і скупчення в центрі урагану сильних грозових хмар. Внаслідок малого розміру центральній частині шторму фахівцям з великим трудом вдалося визначити його фактичну силу. Серія досліджень шторму, проведена 17 серпня, показала вкрай низький тиск в 681 міліметр ртутного стовпа в центрі стихії і швидкість вітру в 240 км/год. Водночас метеорологи заявили про відсутність прогнозу на подальше посилення урагану, однак через кілька годин метеорологічним зондом було зареєстровано подальше падіння атмосферного тиску в центрі урагану до 679 мм ртутного стовпа і посилення вітру до 260 км/год, що перевело Камілу у ураган п'ятої категорії за шкалою Саффіра — Сімпсона. При цьому ураган здобув славу самого потужного урагану з 1935 року і посів другу сходинку за рівнем мінімального показника атмосферного тиску в центрі всіх спостерігалися стихій.
| Найінтенсивніші атлантичні урагани | Найінтенсивніші атлантичні урагани | Найінтенсивніші атлантичні урагани | Найінтенсивніші атлантичні урагани | Найінтенсивніші атлантичні урагани | Найінтенсивніші атлантичні урагани |
| Місце                              | Ім'я                               | Сезон                              | Тиск (гПа)                         |                                    |                                    |
| ---------------------------------- | ---------------------------------- | ---------------------------------- | ---------------------------------- | ---------------------------------- | ---------------------------------- |
| 1                                  | «Вільма»                           | 2005                               | 882                                |                                    |                                    |
| 2                                  | «Гілберт»                          | 1988                               | 888                                |                                    |                                    |
| 3                                  | «День праці»                       | 1935                               | 892                                |                                    |                                    |
| 4                                  | «Ріта»                             | 2005                               | 895                                |                                    |                                    |
| 5                                  | «Мілтон»                           | 2024                               | 897                                |                                    |                                    |
| 6                                  | «Аллен»                            | 1980                               | 899                                |                                    |                                    |
| 7                                  | «Камілла»                          | 1969                               | 900                                |                                    |                                    |
| 8                                  | «Катріна»                          | 2005                               | 902                                |                                    |                                    |
| 9                                  | «Мітч»                             | 1998                               | 905                                |                                    |                                    |
| 9                                  | «Дін»                              | 2007                               | 905                                |                                    |                                    |
| Джерело:                           |                                    |                                    |                                    |                                    |                                    |

Продовжуючи свій рух до узбережжя Мексиканської затоки Каміла примудрилася зберегти суто малий діаметр центральній частині конвективної спіралі, внаслідок чого синоптики продовжували наполягати на тому, що ураган поверне на північний захід до штату Флорида. 17 серпня метеорологічний зонд, запущений національного центру прогнозування ураганів США, через пошкодження двигунів припинив свою роботу, розчинившись у розбурханій стихії і встигнувши передати стан атмосферного тиску в центрі урагану в 675 мм ртутного стовпа і швидкість вітру в 305 км/год. Каміла в цей час знаходилася на відстані 160 кілометрів на південний схід від кордону штату Міссісіпі. Далі не робилося жодних спроб дослідити ураган зсередини, однак було очевидно, що він не втрачає своєї могутності і в найближчу добу не збирається змінювати напрям. Пройшовши поруч з кордоном Луїзіани, в ніч на 18 серпня Каміла обрушилася на південну частину штату Міссісіпі в районі Затоки Сент-Луїс і міста Пас-Крісчен. Максимальна швидкість вітру у берегової лінії достеменно невідома, проте відзначалися пориви в 325 км/год.
Після контакту з континентальної територією ураган став швидко втрачати свою міць і через 12 годин послабшав до рівня тропічного шторму, після чого нарешті почав повертати на північ і далі на північний схід. 20 серпня Каміла розгорнула вектор свого руху до штату Кентуккі, пройшовшись сильними дощами по штатах Вірджинія і Західна Вірджинія. День через шторм вийшов в Атлантичний океан на схід від Норфолка і до 21 серпня на короткий час відновив верхній поріг рівня тропічного шторму. Далі Каміла рушила в південно-східному напрямку, пориви вітру в зоні дії шторму досягали 115 км/год. До пізнього вечора 21 серпня Каміла вийшла до прикордонній зоні дії урагану Деббі і, контактуючи з кількома фронтами холодного повітря, поступово перейшла на рівень субтропічного циклону, а протягом наступних діб була повністю поглинена одним з холодних фронтів на південь від Канади.

## Підготовка до зустрічі
Незабаром після формування шторму Національний центр прогнозування ураганів США (NHC) випустив офіційне попередження для жителів острова Хувентуд і західної Куби з метою проведення необхідних заходів для підготовки до приходу стихії, сильного натиску вітру, зливи і морським припливам. Фахівці NHC настійно рекомендував морським судам не залишати бухти і гавані. Загроза тропічного шторму змусило владу евакуювати тисячі людей на західному узбережжі Куби і острові Хувентуд, крім того, в безпечне місце було евакуйовано понад 10 тисяч голів великої рогатої худоби і близько 6 тисяч одиниць домашньої птиці.
При проходженні ураганом території західної Куби владою США було віддано розпорядження не відводити морські судна занадто далеко від берегів Флориди. 15 серпня Національний центр прогнозування ураганів США оголосив про насування стихії, впливу якої повинна була зазнати територія суші в 180 кілометрів між Аппалачиколой та містом Форт-Волтон-Біч у штаті Флорида. Вранці наступного дня почалася евакуація населення на безпечні території. В обід 16 серпня синоптики оголосили про можливу зоні дії урагану між містами Білоксі (штат Міссісіпі) і Сент-Маркс і день було оголошено штормове попередження по північно-західному узбережжю від Форт-Волтон-Біч до Сент-Маркс.
До ранку суботи ураган Каміла спостерігався візуально на узбережжі Білоксі в східному напрямку. Організації евакуації та захисту громадян у прибережних районах перебували в стані підвищеної готовності. До п'ятої ранку неділі оголошено повне штормове попередження по всьому узбережжю, яке стало сигналом до дії для сил Національної гвардії США, оскільки багато людей, які проживали в будинках на висоті шести метрів над рівнем моря, відмовлялися евакуюватися, абсолютно не довіряючи прогнозам синоптиків. Мер Галфпорта віддав наказ про розпуск в'язнів з місцевої в'язниці, однак після посилення вітру ніхто з ув'язнених так і не ризикнув залишити будівлю.

## Вторгнення
Після контакту з материковою частиною суші ураган Каміла викликав чималі руйнування на значній площі узбережжя Сполучених Штатів уздовж Мексиканської затоки. Внаслідок великої швидкості переміщення урагану кількість опадів було відносно невисоким: від 180 до 250 міліметрів. Епіцентром найбільших руйнувань став округ Харрісон (штат Міссісіпі), де розгулялася стихія знищила практично все на території площею 180 квадратних кілометрів. Загальний збиток від урагану в США склав 1,42 млрд доларів США у цінах 1969 року (9,14 млрд доларів у перерахунку на 2005 рік), що вивело ураган Камілу на той момент на друге місце за сумою завданого збитку після урагану Бетсі 1965 року.
Від безпосереднього впливу стихії загинуло 143 людини в штатах Алабама, Міссісіпі і Луїзіана, ще 153 людини загинули в результаті масштабної повені в окрузі Нельсон (штату Вірджинія) та прилеглих територіях. За уточненими даними 1931 чоловік було поранено, зруйновано 5662 будинку, 13 915 будинків отримали серйозні пошкодження. Значне число жителів загинуло з причини свого небажання евакуюватися перед приходом природного лиха.

## Кариби і шельф Мексиканської затоки
Число смертей і збитки за територіями
Територія Смертей Збиток
(у цінах 1969 року)
Куба 5 $5 млн
Мексиканську затоку н/д $100 млн
Луїзіана $322 млн
Міссісіпі 15 $950 млн
Алабама $8 млн
Західна Вірджинія 2 $750 000
Вірджинія 153 $140 млн
Всього 259 $1,4 млрд
Розвиваючись як тропічний шторм, Каміла принесла за собою зливові дощі на острів Великий Кайман, проте повідомлень про жертви і руйнування на той момент не надходило. Метеорологічні станції зовнішнього узбережжя Куби повідомляли про швидкості вітру до 80 км/год. На півдні узбережжя, в Гуані, були зафіксовані пориви вітру 149 км/год, хоча також не надходило жодної інформації про завданих руйнування. На острові Хувентуд і в районі Гуаны пройшли штормові дощі, кількість опадів сягнула 255 міліметрів, на острові Хувентуд було пошкоджено близько сотні будинків. Шторм завдав значної шкоди провінції Пінар-дель-Ріо[12], в якому сталася повінь[13], внаслідок чого близько 20 тисяч людей залишилося без даху над головою. Потужні пориви вітру вивертали з коренем дерева і рвали лінії електропередачі[12]. Уряд спочатку оголосило про відсутність жертв, але потім під час розслідування було заявлено про п'ять загиблих і збиток на загальну суму 5 млн доларів США у цінах 1969 року.
Через кілька днів після проходження шторму уряд Куби відправило в постраждалі райони медичні бригади для проведення вакцинації населення від черевного тифу. Влади відзначали загрозу поширення епідемії через антисанітарні умови після повені, викликані нещодавнім ураганом.
У відкритій частині Мексиканської затоки шторм підійняв хвилі заввишки 21 метр, зафіксовані підрозділами нафтовидобувної компанії Shell Oil Company. Уздовж морського дна на нафтовому шельфі стався ряд зсувів, збільшили глибину дна. Спільними зусиллями стихій води і вітру було знищено три нафтові платформи, включаючи і найглибшу в світі морську нафтову свердловину. Збиток нафтової промисловості від урагану Каміла склав у цінах 1969 року близько ста мільйонів доларів.

## Узбережжя Мексиканської затоки
икинута на берег баржа, Галфпорт
19 серпня атмосферний тиск в центрі урагану, що знаходився в районі острова Гарден, впало до 708 мм ртутного стовпа, пориви вітру досягали швидкості в 210 км/год. На всьому протязі від Венеції до Берас-Триамф (штат Луїзіана) була зруйнована практично вся інфраструктура. На шлюзі Острика (англ. Ostrica Lock) відзначена штормова хвиля заввишки в 4,9 метрів, автомагістраль US 90 була затоплена водою триметрової висоти[16]. Найвищий рівень опадів в штаті зафіксовано 133 мм[17], загалом візит Каміли обійшовся штату Луїзіана 322 млн доларів США.
Каміла принесла руйнування більші, ніж урагани Бетсі та Форт-Лодердейл, що лютували в серпні 1965 і вересні 1949 року відповідно. При її підході до узбережжя штату Міссісіпі було пошкоджено майже всі лінії електропередачі, зруйновані хвилерізи, штормова хвиля перекрила захисні загородження і затопила автомагістраль US 90, винісши на неї в районі Галфпорта морську баржу. Виникли слідом пожежі охопили всі прибережні поселення за винятком міст Сент-Луїс-Бей і Уэйвленд. У місті Пас-Крісчен ураган зруйнував довоєнну Троїцьку Єпископальну церкву, забравши 15 життів. У Білоксі (штат Міссісіпі) штормова хвиля досягла висоти двоповерхового будинку[8]. Найбільша кількість опадів, що склало 295 мм, випало в Тест-Фасіліті. Головний удар стихії припав саме на штат Міссісіпі, де загальна сума збитків перевищила 950 млн доларів США. Штормова хвиля досягала 7,3 метрів, весь прибережний район штату був майже повністю зруйнований. До числа найбільш постраждалих від урагану населених пунктів увійшли Клермонт-Харбор, Уэйвленд, Лейкшо, Сент-Луїс-Бей, Пас-Крісчен, Лонг-Біч, а також пляжна зона перед Галфпортом і Білоксі.
В окрузі Хенкок випало понад 280 мм опадів, все низовини були затоплені водою  на понад чотири з половиною метри. Найближча до узбережжя автомагістраль US 90 була пошкоджена на декількох ділянках, майже повністю занесена піском та будівельним сміттям, повідомлялося про 3800 зруйнованих будинків і офісних будівель. При підході урагану до узбережжя штату стихія в буквальному сенсі розколола навпіл острів Шип-Айленд, внаслідок чого утворилися два окремих острова Західний Шип-Айленд і Східний Шип-Айленд, в наш час спільно звані «Розріз Каміли».
Ураган Каміла завдав серйозної шкоди екологічної ситуації в Мексиканській затоці. Стихією була знесена вся ланцюг штормових загороджень і хвилерізів, на 70 % знищений острів Дофін. Постраждав штат Алабама, в якому було зруйновано або змито хвилею понад 26 тисяч будинків і близько тисячі офісних будівель. У Аппалачиоле (штат Флорида) спостерігалися штормові хвилі в півтора метра заввишки. Найбільша кількість опадів в Алабамі зареєстровано в двох милях від міста Фэрхоп і склало 166 міліметрів. У цілому збиток, нанесений Алабамі ураганом Каміла, склав близько 8 млн доларів США у цінах 1969 року 

## Долина Огайо і Західна Вірджинія
Сумарний обсяг опадів під час урагану
Найбільш інтенсивні урагани на
континентальної частини США
за критерієм атм. тиску в центрі
Місце Ураган Сезон Тиск
1 «День Праці» 1935 892 мбар (гПа)
2 Каміла 1969 909 мбар (гПа)
3 Катріна 2005 920 мбар (гПа)
4 Ендрю 1992 922 мбар (гПа)
5 «Индианола» 1886 925 мбар (гПа)
6 «Флорида-Кейз» 1919 927 мбар (гПа)
7 «Окічобі» 1928 929 мбар (гПа)
8 Донна 1960 930 мбар (гПа)
9 Карла 1961 931 мбар (гПа)
10 Хьюго 1989 934 мбар (гПа)
Джерело: National Hurricane Center
Ураган викликав Каміла помірні дощі в штатах Теннессі і Кентуккі, в яких випало до 130 мм опадів. При цьому пройшли дощі допомогли природним чином нейтралізувати повітряну ерозію ґрунту від сильних вітрів. У штаті Західна Вірджинія ураган викликав повінь, зруйнував 36 будинків і 12 трейлерів. Сумарний збиток від природної стихії в цих трьох штатах склав 45 млн доларів США.

## Вірджинія
У штаті Вірджинія метеорологами прогнозувалося швидке закінчення урагану, тому мало хто виявився готовим до виниклого повені[25]. Вступивши ввечері 17 серпня в Вірджинію Каміла вже не була ураганом як таким, однак атмосферний освіта несло з собою колосальну кількість вологи і володіло достатньою потужністю і областю низького тиску, яка втягувала в себе додаткову вологість.
У деяких місцях випало 200 мм опадів, що призвело до сильного паводку в штаті Вірджинія. 153 загинуло в результаті ударів летять тупими предметами під час гірських зсувів[26], з них понад 123 смертей зареєстровано лише в одному окрузі Нельсон, що склало близько 1 відсотка від усієї чисельності населення округу. Осколки лавиною летіли з пагорбів з ухилом понад 35 градусів. Великої шкоди стихія завдала в населених пунктах Мазис-Мли (англ. Massies Mill), Вудс-Мілл, Роузленд, Брайант, Тайро, Монтебелло, Ловингстон, Норвуд, Рокфиш і вздовж струмків Девіс і Мадді[26]. Річки Джеймс і Ти розлилися по великим територіям, в окрузі Коламбиа досягнувши рекордної глибини в 3,8 метрів. Ураган Каміла досі вважається найстрашнішим стихійним лихом в історії центральної Вірджинії[26], заподіяну шкоду штату склав 140 млн доларів США у цінах 1969 року.
Шторм обрушився на штат проливними дощами, рівень опадів на різних територіях варіювався від 300 до 510 мм, а в деяких місцях сягав рівня 990 міліметрів. Максимальна кількість опадів у Вірджинії випав в ніч з 19 на 20 серпня. Ще 100 мм опадів всього за півгодини випало в Норфолку біля річки Ти. По всьому штату розлилися майже всі річки, особливо річка Джеймс в Річмонді, де висота хвильового гребеня становила 8,7 метрів. Багато річок Вірджинії та Західної Вірджинії встановили абсолютний рекорд по ширині і глибині розливу за всю історію спостережень. Трохи пізніше зійшли селеві потоки. На гірських схилах між містами Шарлоттсвилл і Линчберг випало понад 660 мм опадів за 12 годин, але найбільше постраждав округ Нельсон, в якому стихія вивалила близько 990 мм опадів. Дощі були настільки сильними, що на деревах захлиналися птиці, по ручаю Хатт пливли корови, а що залишилися в живих люди затуляли долонями носи і роти, щоб не повторити долі гинуть птахів.
У найбільш потерпілому від стихії окрузі Нельсон змило 133 посту, в інших місцях під водою опинилися цілі населені пункти. Сильна повінь йшло широким фронтом, перерізавши сполучення між Річмондом і долиною Шенандоа. У місті Вейнсборо вода піднялася на 2,4 метра, а в Буенавісті — на понад півтора метра[24].
По всьому штату Вірджинія Каміла зруйнувала 313 будинків, 71 трейлер, 430 ферм, внаслідок чого постраждало близько 3765 сімей. Збиток штату від урагану склав 140,8 млн доларів США у цінах 1969 року і 747 млн доларів США у перерахунку на ціни 2005 року.

## Параметри стихії і деякі відомості
Показник атмосферного тиску в центрі урагану Каміла склав 678,8 міліметрів ртутного стовпа, у момент обвалення урагану на узбережжі Міссісіпі тиск трохи піднялося до рівня в 681,8 мм рт ст. Цей рівень став найнижчим офіційно зареєстрованим атмосферним тиском в басейні Атлантичного океану США після урагану День Праці, господарював на континентальної частини Сполучених Штатів в 1935 році. У той час запущений метеорологічний зонд визначив тиск в центрі урагану в 675,8 мм рт ст, але ця інформація не змогла бути підтверджена вдруге і залишилася неофіційною.
Що стосується швидкості вітру Каміли, то можна стверджувати лише про приблизні метеорологічних даних, оскільки не вціліло жодного спеціального устаткування. За цими даними швидкість вітру становила 310 км/год з поривами до 320 км/год. До урагану Катріна в 2005 році Каміла мала найвищу штормову хвилю, зареєстровану на території США і склала 7,3 метра. Рекордна висота хвилі була зафіксована підрозділами інженерних військ за внутрішнім позначок уцілілих будівель (знімання проводилося не менш, ніж в трьох спорудах).
Безпосередньо перед руйнуванням готелю «Садиба Рішельє» Пасс-Крісчен Бен Даркворт світив ліхтарем вниз по сходах готелю і виявив воду на першій сходинці четвертого поверху, що відповідає рівню штормовий хвилі в 8,5 метрів. Через 15 хвилин будівля завалилася, забравши з собою всі докази, що підтверджують слова Даркворта.
Крім цього, Каміла змусила річку Міссісіпі повернути свій рух назад протягом двохсот кілометрів від гирла річки до північної частини Нового Орлеана. Згодом річка повернулася в своє русло, проте деякий час продовжувала текти на північ від Батон-Руж протягом 190 кілометрів.
У 1969 році присвоєння імен атлантичних ураганів не було строго регламентовано, як в даний час. Пред'являлося всього три вимоги: ім'я повинне бути жіночим, присвоюватися в алфавітному порядку і не повторювати попередні названі стихії. Чоловічими іменами користуватися було не прийнято. Метеоролог Національного центру ураганів Джон Хоуп в той період виховував дочку Камілу, яка в 1969 році закінчила середню школу. Хоуп додав її ім'я до списку можливих імен ураганів сезону 1969 року, не підозрюючи природно, що воно буде вибрано для такого катастрофічного шторму. Згодом Каміла Хоуп стала дружиною депутата Палати представників США від штату Джорджія Джима Маршалла.

## Наслідки урагану
Велика старовинна садиба, зруйнована повітряною і водною стихіями урагану
Руйнування від Каміли
Для відновлення збитку, заподіяного ураганом в єдиний фронт об'єдналися сили федеральних, муніципальних, місцевих і добровольчих організацій. Діяльність відновлювальних робіт координувалася Міністерством з надзвичайних ситуацій США, витратили тільки на процес управління близько 76 млн доларів США (403 млн доларів у перерахунку на 2005 рік). Харчування та дах над головою постраждалим від урагану людям були надані вже на другий день після проходження Каміли. 19 серпня деякі території штатів Міссісіпі та Луїзіана офіційно було оголошено найбільш потерпілими від стихії й взято під фінансову опіку державними федеральними фондами. Президент країни Річард Ніксон віддав наказ направити в зону лиха 1450 військових і 800 інженерних службовців, велику кількість продовольства, наземний та повітряний транспорт.
Лінії електропередачі в постраждалих від урагану районах повністю були відновлені тільки до 25 листопада 1969 року. Служба берегової охорони під тимчасовим управлінням департаменту транспорту і разом зі збройними силами допомагали постраждалому населенню з евакуацією, пошуками, рятувальними роботами, розборами завалів, розподілом продовольства і багатьом іншим. Уряд витратив 34 млн доларів США (180 доларів у цінах 2005 року) і мобілізувало близько 16,5 тисяч військовослужбовців на відновлення інфраструктури в районах лиха. Понад 4 млн доларів було виділено Міністерством охорони здоров'я США на ліки та інші медичні потреби.
У понеділок Національна гвардія США з військової бази почала евакуацію постраждалих мешканців з військово-повітряної бази Кислера в місто Джексон і інші райони країни. Добровольці шукали поранених і мертвих, також надаючи допомогу і біженцям. У вівторок губернатор штату Міссісіпі Джон Белл Вільямс оголосив про введення воєнного стану, внаслідок чого були перекриті головні автодороги до відновлюваних районів і встановлено комендантську годину з 6 вечора до 6 годин ранку. Для тимчасового розміщення людей, які залишилися без даху над головою, був знову відкритий військовий табір Шелбі. Евакуйовані також розміщувалися в кампусах Університету Південного Міссісіпі і готелі «Роберт». Населення Сент-Луїс-Бей і Пас-Крісчен було евакуйовано повністю. Підрозділи інженерних служб зібрали близько 25 тонн останків мертвих тварин (головним чином корів). Для запобігання виникнення і поширення епідемій літаками з військово-повітряної бази Кислер скидалися спеціальні дезінфекційні речовини. Воєнний стан було скасовано 27 серпня, однак військові продовжували працювати ще кілька тижнів. Увечері 8 вересня президент Ніксон відвідав Аеропорт Білоксі, де виступив з промовою з метою підтримки морального духу громадян у боротьбі з наслідками урагану. Під час відновлювальних робіт були серйозно підвищені вимоги до якості будівництва житлових і офісних будівель. 1973 року штаб-квартира Національного центру ураганів США була перенесена на колишню військово-повітряну базу в Кислере, колишній центр в Рамей (Пуерто-Рико) був закритий[8]. 2005 року інфраструктура Кислера на 95 % була зруйнована ураганом п'ятої категорії Катріна.
Подальші роботи з довгострокового відновлення інфраструктури та реконструкції об'єктів проводилися під контролем Міністерства торгівлі США і обійшлися в 30 млн доларів у цінах 1969 року (159 млн у перерахунку на 2005 рік).
Катастрофічні наслідки урагану Каміла змусили фахівців розробити спеціальну шкалу оцінки потенційного збитку від ураганів — так звану шкалу ураганів Саффіра — Сімпсона, оскільки після проходження Каміли багато жителів атлантичного узбережжя скаржилися, що попередження синоптиків про насування стихії були занадто розпливчасті, щоб приймати їх серйозно. Розроблена система оцінки дає точніше уявлення про силу шторму, ніж свідчення барометрів і просте вимірювання швидкості вітру. Крім того, з'явилася можливість проводити адекватне порівняння ураганів, що насуваються та історичних стихій через призму колишніх руйнувань і заподіяної загального збитку.
У найбільш потерпілому від стихії окрузі Нельсон (штат Вірджинія) Каміла несподівано залишила свій позитивний слід: найсильніша повінь в окрузі викликала різке підвищення рівня вологості земель, що своєю чергою дало можливість селекціонерам вивести новий сорт яблук «Імбирне Золото» і розпочати їх масове розведення на фруктових плантаціях Клайд Гарві.

## Порівняння з ураганом «Катріна»
Супутникові знімки ураганів «Каміла» і «Катріна»
Попри те, що урагани Каміла і Катріна рухалися по різних траєкторіях, обидва вони досягли одного і того ж району на узбережжі штату Міссісіпі з однаковою руйнівною силою. Каміла набирала міць значно швидше «Катріни» і, на відміну від неї, підтримувала свій статус урагану п'ятої категорії аж до контакту з континентальної частини Сполучених Штатів. А проте, атмосферний тиск в епіцентрі «Катріни» був ще нижчим в порівнянні з Каміллою.
Радіус епіцентру урагану Каміла становив менше однієї третини радіуса епіцентру «Катріни», а територія сильних вітрів Каміли поширювалася на 2/3 від відповідного показника «Катріни». Висота штормових хвиль урагану «Каміла» перевищувала висоту хвиль урагану «Катріна». Обидва урагани рухалися в одному напрямку аж до контакту з морським узбережжям США, після чого траєкторії двох ураганів розійшлися в різних напрямках.